# Vajdasági Magyar Diákszövetség
A Vajdasági Magyar Diákszövetség (VaMaDiSz) az egyetlen vajdasági magyar egyetemista szervezet (országos diákszervezet). Civil egyesületként került bejegyzésre, államtól és politikától független tevékenységi körrel. A VaMaDiSz 1997. novemberében alakult meg Újvidéken, központi irodája Újvidéken található.

## Tevékenysége
Alaptevékenysége - a diák érdekképviselet mellett - szakmai-, kulturális- és sporttevékenységek szervezése, az ösztöndíj- és támogatási ügyek intézése, bel- és külföldi diákcsereprogramok szervezése. Mindezek mellett képviseli a vajdasági magyar hallgatókat belföldi, anyaországi és nemzetközi diákfórumokon is.
A diákszervezet oktatás profilú tevékenysége felöleli a végzős magyar középiskolai diákok itthoni felsőoktatási továbbtanulási lehetőségeiről való tájékoztatást, egyetemi hallgatói életbe történő felzárkóztatást, beilleszkedést elősegítő programokat, szakmai gyakorlatok és munkahely teremtő projekteket, önképzéseket, tanfolyamokat, szabadidős programokat, kulturális rendezvényeket.
A Vajdasági Magyar Diákszövetség célcsoportjába a primer körben a vajdasági magyar végzős középiskolások rétege, valamint a Vajdaságban továbbtanuló magyar ajkú egyetemi hallgatók. A célcsoport szekundárus körébe tartoznak a vajdasági magyar egyetemi hallgatók, akik Magyarországon folytatják tanulmányaikat, közélettel foglalkozni akaró fiatalok, az első és második kör tagjainak szülei, családjai. Szakmai profilja elsősorban oktatás jellegű, azon belül is oktatással és továbbtanulással kapcsolatos információ átadás valamint részben a szabadidős programok szervezése, szakmai gyakorlatot serkentő programok. Területileg elsősorban Újvidéken és Szabadkán, valamint általánosan Vajdaság területén.
A diákszervezet aktív hallgatói- és ifjúsági központként is funkcionál helyi irodáiban, ahol állandó információ csere, szakmai tapasztalatgyűjtés, önkéntes ifjúsági munka, közösségi háló építése valósul meg.
Céljai között szerepel a magyar nemzetiségű diákok és hallgatók részére nyújtott tanulmányi és szociális támogatások forrásainak bővítése. Feladatának tekinti a magyar nyelvű oktatás színvonalának emelését, az általános oktatási körülmények javítása révén  pedig a vajdasági magyar értelmiségi fiatalok kivándorlásának csökkentését. Elősegíteni kívánja a fiatal kisebbségi magyar értelmiség bevonását a nemzeti és nemzetközi tudományos, szakmai és politikai közéletbe, továbbá a délvidéki magyarság nemzeti öntudatának erősítését és ösztönözni szeretné a többségi nemzettel való békés egymás mellett élést és együttműködést.
A VaMaDiSz 2016 szeptemberében a magyar parlamentben átvette a Magyar Termék Nagydíj - Kárpát-medencéért Nívódíjat, ez év októberében pedig a magyarországi Hallgatói Önkormányzatok Országos Konferenciájának (HÖOK) vált tagjává.
A VaMaDiSz 2015. december 2-án bírósági pert indított az Újvidéki Egyetem Jogtudományi Kara ellen, a magyar nyelvű felvételi vizsgázás lehetőségének érdekében, amelyet megnyert 2018. március 27-én. Nemzeti alapú diszkrimináció ügyében új pert indított a Jogtudomány Kar ellen 2018. június 7-én.
A diákszervezet 2017. december 21-én ünnepelte fennállásának 20. évfordulóját, amelyre az Európa Kollégiumban került sor. Az ünnepség fővédnöke dr. Szilágyi Péter nemzetpolitikáért felelős helyettes-államtitkár volt.

## Állandó programok és rendezvények[6][7][8]
- Karriertanácsadó iroda működtetése
- Érdekvédelem, jogvédelem, jogi tanácsadás
- Gólyabál - Újvidék
- Felsőoktatási Tájékoztató Körút és Tájékoztató Kiadvány szerkesztése és kiadása a Magyar Nemzeti Tanáccsal közösen
- Help Me! - felsőoktatási beilleszkedési program[9]
- "1 Biztos" Általános Műveltségi Vetélkedő
- Egyetemista Játékok és Diáknapok[10]
- Gólyafüzet szerkesztése és kiadása
- Tehetségmentor program - HÖOK és VaMaDiSz kooperáció
- Európa Kollégium közösségi életének szervezésében való részvétel
- Fórumok, konferenciák, továbbképzések

## Vezetőség
- Elnök: Fercsik Bence-Máté
- Alelnök: Rapos Emma
- Titkár és pénzügyi referens: Dávid Andor
- Oktatási megbízott: Gellér Noel
- Külügyi megbízott: Bognár Emese
- HR-es koordinátor: Nagy Anikó
- Szabadidős programok koordinátora: Ecsegi Ádám
- Médiareferens: Ladasity Nóra

## Kapcsolatok
- A VAMaDiSz 2016 októberétől a magyarországi Hallgatói Önkormányzatok Országos Konferenciájának (HÖOK) tagja,
- 2015 júliusában a VaMaDiSz és a Vajdasági Ifjúsági Fórum (VIFÓ) együttműködési megállapodást írt alá (a Vajdasági Szabadegyetem, felsőoktatási programok közös szervezése), amely 2018 januárjában megszakadt.
- A VaMaDiSz részt vesz a Vajdasági Magyar Ösztöndíj Tanács - Előértékelő Bizottság munkájában.
- Kapcsolatban áll az egyes egyetemek és főiskolák hallgatói önkormányzataival, valamint az intézményektől független hallgatói szervekkel.
- Magyar Ifjúsági Konferencia (MIK) Állandó Bizottságának tagja, a VaMaDiSz elnöke tölti be a MIK vajdasági régiójának elnöki tisztségét.[11][12]
- Együttműködés és közös programmegvalósítás a Magyar Nemzeti Tanáccsal.
- A magyar felvételi vizsgázás ügyében jogerősen megnyerte a bírósági pert az újvidéki Jogtudományi Kar ellen 2018. március 27-én,[13] így most már ezen a Karon is kötelező megszervezni magyar nyelven is felvételi vizsgázást. Egy új per a Jogtudományi Kar ellen 2018. június 7-én indult azzal az indokkal, hogy az intézmény felvételi pályázata nemzeti alapon diszkriminálja a magyar nemzetiségű jelentkezőket.[14] Az ügyben 2018. november 10-én meghozott első fokú ítélet a VaMaDiSz-nek adott igazat. Ezeknek a bíróság ügyeknek köszönhetően a szerbiai igazságszolgáltatás két alkalommal (amelyikből egy jogerős) kimondta, hogy az Újvidéki Egyetem és az újvidéki Jogtudományi Kar nemzeti alapon követ el diszkriminálást.

## Külső hivatkozások
- Összefogni ezt a kicsi, értelmes magyar fiatalságot
- http://www.vajma.info/cikk/valasz/14/Soti-Attila-A-fiatalok-koreben-a-diakszervezeteknek-van-hitele.html